# سیزیک
سیزیک (به فرانسوی: Cyzique)، کوزیکوس (به یونانی: Κύζικος) یا آیدینجق (در ترکی عثمانی) نام شهری باستانی بوده‌است در موسیا در آناتولی، امروزه در استان بالیکسیر کشور کنونی ترکیه. بازمانده‌های این شهر در سر راه اردک به باندیرما جای دارد و زیر پوشش وزارت فرهنگ ترکیه.

## تاریخچه
بنیاد این شهر را پلاسجی‌ها نهادند. در سدهٔ ۸ پیش از میلاد از سوی ملط تحت تسلط بود. در هنگامهٔ جنگ پلوپونز این شهر اهمیت یافت. اودوکسوس کنیدوسی در سیزیک مدرسه‌ای داشت، او با شاگردانش از اینجا به آتن به دیدار افلاطون رفتو در بازگشت به سیزیک در سال ۳۵۵ پیش از میلاد درگذشت.
هخامنشیان این شهر را ضمیمهٔ شاهنشاهی خویش نمودند. در ۳۳۴ پیش از میلاد اسکندر مقدونی بر آن دست یازید. سپس سیزیک به انقیاد روم درآمد. مهرداد ششم پنتوس در خلال نبرد با رومیان در ۷۴ پیش از میلاد به طور نافرجامی دست به محاصره این شهر زد. در زمان تیبریوس سیزیک مرکز موسیا ماند و یکی از بزرگترین شهرهای زمان گردید.
در ۶۷۵ میلادی معاویة بن ابی‌سفیان برای چند وقت توانست بر شهر تسلط یابد. چند زمین‌لرزه در بازه‌های زمانی مختلف سبب کوچ اهالی سیزیک به اردک شد. در سدهٔ چهاردهم میلادی دیگر آن کلان‌شهر سیزیک تهی از جمعیت شده بود.
سیزیک در روزگار امپراتوری عثمانی بخشی از شهر اردک در ولایت خداوندگار بود.